# Amatori Hockey Lodi 1977
Questa voce raccoglie le informazioni riguardanti l'Amatori Hockey Lodi nelle competizioni ufficiali della stagione 1977.

## Maglie e sponsor
| 1ª divisa |

## Organigramma societario
- Presidente: Aurelio Gasparini